# Ana Gabriela López
Ana Gabriela López Ferrer (Xalapa, 22 de septiembre de 1994) es una levantadora de pesas mexicana. En 2019, ganó la medalla de bronce en la categoría 55 kg femenil en los Juegos Panamericanos 2019 celebrados en Lima, Perú.
En 2017, compitió en la categoría 55 kg femenil en el Campeonato Mundial de Halterofilia 2017 celebrado en Anaheim, Estados Unidos. En el Campeonato Mundial de Halterofilia de 2018 en Asjabad, Turkmenistán, compitió en la categoría 55 kg femenil. También compitió en la categoría 55 kg femenil en el Campeonato Mundial de Halterofilia de 2019 celebrado en Pattaya, Tailandia.
Representó a México en los Juegos Olímpicos de Verano de 2020 en Tokio, Japón. Terminó en noveno lugar en la categoría 55 kg femenil.